# Lijst van Estse ministeries
Dit is een lijst van ministeries in Estland:
- Ministerie van Binnenlandse Zaken - Siseministeerium
- Ministerie van Buitenlandse Zaken - Eesti Vabariigi Välisministeerium
- Ministerie van Cultuur - Kultuuriministeerium
- Ministerie van Defensie - Kaitseministeerium
- Ministerie van Economische Zaken en Verkeer - Majandus- ja Kommunikatsiooniministeerium
- Ministerie van Financiën - Rahandusministeerium
- Ministerie van Justitie - Justiitsministeerium
- Ministerie van Milieu - Keskkonnaministeerium
- Ministerie van Onderwijs en Onderzoek - Haridus- ja Teadusministeerium
- Ministerie van Regionale Zaken en Landbouw - Regionaal- ja Põllumajandusministeerium
- Ministerie van Sociale Zaken - Sotsiaalministeerium